# Buccleuch hercege
A Buccleuch hercege ( 1663) skót főrendi cím. Buccleuch hercege 1810. december 23-a óta Queensberry hercege ( 1684) is. A Montagu hercegi cím ( 1766) megszűnésekor a Montagu vagyon a Buccleuch hercegeké lett. Buccleuch hercege az Egyesült Királyság egyik leggazdagabb embere, az egyik legnagyobb földbirtokosa. A jelenlegi hercegnek – Richard Scott, Buccleuch 10. hercege és Queensberry 12. hercege (1954–) – van örököse, a cím a közeljövőben biztos fennmarad.

## Kezdet

Roxburghshire vagy Roxburgh megye történelmi megye volt Skócia déli felvidékén. Nevét Roxburgh királyi városáról kapta, a város a XV. században hanyatlani kezdett, ma már nem létezik

A Scott klán eredete a XII. századra nyúlik vissza. Dél-Skócia és Észak-Anglia határvidéki klánok egyike volt, a klán tagjai leginkább Roxburghshire területén éltek. A Buccleuch a Scott klán ága legismertebb és legbefolyásosabb ága.
A Scott család első említései a skót királyi udvarhoz kötődnek, a család a királyok szolgálatában állt. Az angolok – Nyakigláb Eduárd seregei – ellen I. Róbert skót király mellett harcolt Richard Scott, a Buccleuch család őse, a család egyre befolyásos pozíciót foglalt el a skót királyságban. A XIV. század végére Walter Scott megszerezte a Buccleuch-i birtokot, a Buccleuch-i Scottok származása tőle vezethető le. A klán vezetői továbbra is sikerrel vettek részt az angol-skót küzdelmekben. 1599-ben I. Jakab skót király Walter Scottot – számos családtag viselte ezt a nevet – Buccleuch első lordjává tette, és ezzel hivatalosan is elismerte a család hatalmát és befolyását.

## Grófok
Walter Scott (1606 – 1633), Buccleuch 1. grófja
Walter Scott (1606, London – 1633. október 20.) Buccleuch második lordja volt. Anyai nagyapja William Ker of Cessford (1544–1600), akinek fia, Robert Ker (1569–1650), Roxburghe 1. grófja lett, utódai a Roxburghe hercegek. I. Jakab skót király Buccleuch grófjává ( 1618/9) emelte. Mary Hay-t, Francis Hay, Erroll 9. grófja lányát vette el, akinek hozománya 20 000 skót márka volt, igen jelentős vagyon. A gróf 1629-ben a hollandok szolgálatában állt. A németalföldi szabadságharcban skót katonai alakulat parancsnokaként vett részt, ott volt ’s-Hertogenbosch ostrománál. 1633. november 20-án Londonban hunyt el, de csak 1634. június 11-én temették el a skóciai Hawickban, mert a holttestét szállító hajót egy vihar a norvég partok felé sodorta.
Francis Scott (1626 – 1651), Buccleuch 2. grófja
Francis Scott (1626. december 21. – 1651. november 22.) hét évesen örökölte a grófi címet. 1636 és 1642 között St. Andrews-i Egyetemen tanult. John Leslie, Rothes 6. grófjának lányát, Margaret Leslie-t vette feleségül 1646-ban. Három gyerekük született, egyetlen fia két évesen meghalt. A grófi cím módosított örökösödési szabálya értelmében idősebb lánya, Mária örökölte a grófi címet.
Mary Scott (1647 – 1661), Buccleuch 3. grófnője
Mary Scott (1647. augusztus 31. – 1661. március 11.) négyévesen – suo jure, vagyis saját jogon – örökölte a Buccleuch grófnő címet. Ezzel azonnal az egyik legkívánatosabb nemesi feleség jelölté vált. 1659. február 9-én, mindössze tizenegy évesen feleségül ment Walter Scotthoz, Highchester urához, aki ekkor tizennégy éves volt. A házasságot Mary anyja szervezte meg, valószínűleg azért, hogy biztosítsa a Buccleuch család befolyásának és vagyonának megőrzését. A Scott család Highchester ága a Buccleuch család mellett szintén befolyásos volt, így a házasság a két ágat erősítette. Walter egy évvel később életreszóló, nem örökölhető címet nyert, Tarras grófjává ( 1660) nevezték ki. A frigy nagy felháborodást váltott ki. Mivel a házasságot az anya a Kirkcaldy presbitériumának engedélyével, de kihirdetés nélkül szervezte meg, a bíróság kifogásolta az eljárást, és úgy döntött, hogy a házaspárt el kell különíteni addig, amíg Mary el nem éri a házasság törvényes korát, azaz a tizenkettedik életévét. Az épp kamaszkort elérő pár különélésük alatt is folyamatosan érzelmes leveleket váltott. Azonban Mary megbetegedett, és két évvel összeköltözésük után, 1661-ben, tizenhárom éves korában meghalt.

## Hercegnő és hercegek
Anne Scott, (1651 – 1732), Buccleuch 4. grófnője, majd Buccleuch 1. hercegnője
Apja tíz évesen, nővére négy évesen, Anne (1651. február 11. Dundee – 1732. február 6.) szintén tíz évesen örökölte meg a grófi címet. A Buccleuch család felemelkedésének meghatározó szereplőjévé vált. II. Károly angol király szeretőjétől, Lucy Walter született fia, James Crofts, Monmouth első hercege ( 1662/3) (1649. április 9. – 1685. július 15.) vette feleségül szinte azonnal, hogy Anne betöltötte a tizenkettedik életévét, így az akkori jog szerint nagykorúvá vált. A frigyet az uralkodó erősen támogatta, szorgalmazta, mert a grófnő hatalmas vagyonnal bírt. Az esküvő napján, 1663. április 20-án Monmouth hercege felvette felesége vezetéknevét, ekkortól James Scott néven volt ismert. Az uralkodó ezen a napon Buccleuch hercegi ( 1663) címet adományozott a férj részére.

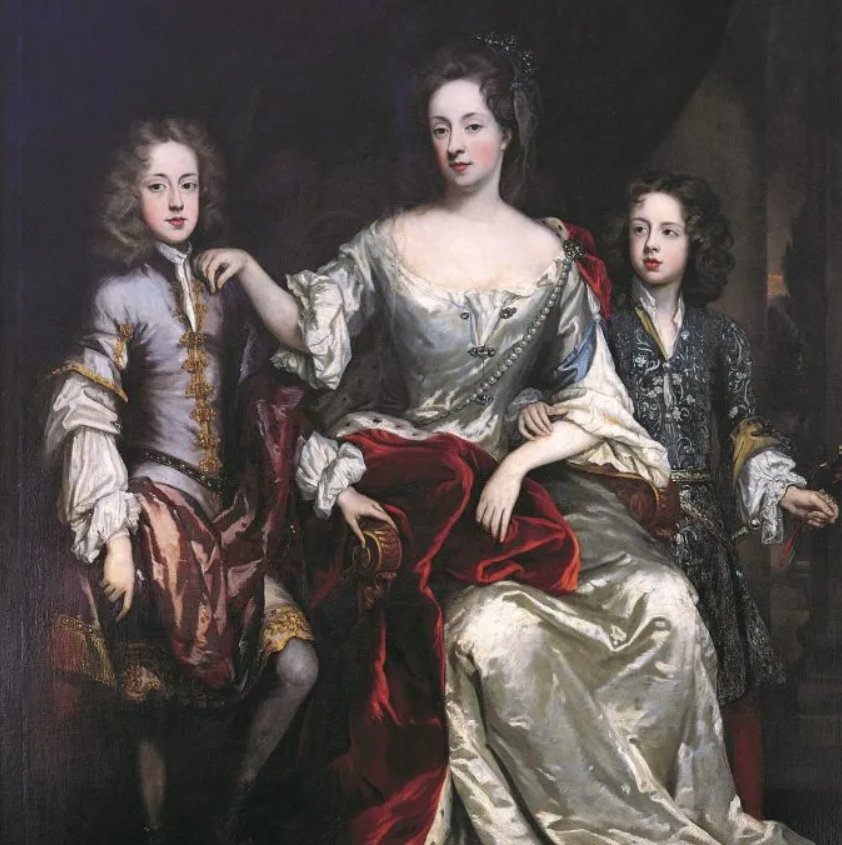
Anne Scott, Buccleuch első hercegnője és két fia. Ismeretlen XVII. század végi angol portréfestő műve

A kortárs egyike szerint Anne „...nemének egyik legbölcsebb és legravaszabb tagja“. Egy másik megjegyzi, hogy „...elméje mindazokkal a tökéletességekkel rendelkezett, amelyekben a jóképű Monmouth annyira hiányos volt”. Egy harmadik vélemény szerint York hercege „olyan nagyra értékelte Monmouth hercegnőjét, hogy azt mondta, hogy a korona reménye nem hathat rá, hogy igazságtalanságot tegyen.
1666. január 16-án Monmouth hercege és hercegnéje lemondtak minden címükről és birtokukról a Korona javára, majd egy új novodamus adománylevelet kaptak. Ennek alapján a férj Buccleuch hercege, felesége pedig – saját jogán – a Buccleuch hercegnője lett. A novodamus jelentősége az volt, hogy külön-külön, egymástól függetlenül nyerték el a címüket, így halál vagy elkobzás esete nem érintette a másikat. A novodamus születésekor az uralkodó még gondolkozott azon, hogy törvénytelen fiát tegye meg trónörökösnek. A hercegnő számára adott önálló cím a vagyona védelmét szolgálta, amely így önálló maradt, nem olvadt össze férje vagyonával.
1685-ben Monmouth és Buccleuch hercegét felségárulás miatt elítélték és kivégezték. Anne hercegnői címe nem szenvedett csorbát a férje elítélése miatt az 1666-os új adománylevélnek köszönhetően. A hercegnő 1687. november 17-én újra lemondott a címeiről a Korona javára, majd új novodamus kapott, amely biztosította számára a Buccleuch hercegnője és egyéb címeit, birtokait élete végéig. Címeit unokája örökölte meg 1732-es halálát követően. Monmouth hercegét  1690. július 4-én rehabilitálta a Parlament. Birtokait kevéssel korábban visszanyerte örököse, a Parlament a címeit adta vissza. Mivel a hercegi cím a kivégzésekor szállt vissza a koronára, ezért leszármazotta Monmouth herceg második címét kapta, Doncaster grófjává vált.
Anne 1700-ban visszatért Skóciába. Otthonát, a Dalkeith palotát középkori rezidenciából pompás palotává alakította. Férjhez ment báró Cornwallis-hoz, több gyermeke született, és bár táncbalesete volt, ami miatt részben lebénult, túlélte fiait. Jelentős hatással volt unokájára, aki Buccleuch 2. hercege lett. Jelentős munkaadó volt, aki anyagilag gondoskodott a rászorulókról, és lakhatást biztosított a cowdeni, sherriffhalli és newbattle-i szénbányák bányászainak. 1732-ben halt meg, majdnem 82 évesen.
James Scott (1674 – 1705), Dalkeith grófja
James Scott (1674. május 23. London – 1705. március 14.) 1685-ig, Monmouth herceg kivégzéséig a Doncaster gróf címet viselte, mint apja címének örököse. A kivégzés után Dalkeith grófjának szólították, mint anyja címének örököse. Laurence Hyde, Rochester 1. grófjának a lányát, Henrietta Hyde-ot vette feleségül 1693-94 fordulóján, első szülött fia és egy lánya érte csak meg a felnőttkort. 1692-ben a flandriai hadjáratban harcolt. 1704. február 7-én a Bogáncsrend lovagjává nevezték ki, ám pár hónap múlva szélütésben meghalt. (A dőlt betűs főrendi cím jelzi, hogy viselője nem saját jogán, hanem örökösként viseli az adott címet.)
Francis Scott (1695 – 1751) Buccleuch 2. hercege KT
Francis Scott (1695. január 11. London – 1751. április 22.) apja halála után a Buccleuch hercegi cím várományosa lett, ezért 1705-től Dalkeith grófnak nevezték. 1732-ben örökölte meg nagyanyjától a hercegi címet. Nagyapja, Monmouth hercege II. Károly törvénytelen fia volt, aki lázadást szított II. Jakab angol király trónra lépésekor, és ezért lefejezték. Következésképpen Monmouth nemesi címei elvesztek. 1743 márciusában ezek közül kettőt – Doncaster grófja ( 1662/3) és tindale-i Scott báró – jogutódként visszakapott, amikor a Lordok Háza elfogadta a vonatkozó törvényjavaslatot.
Az Eton College-ban tanult. A Szabadkőműves Nagypáholy tagja volt, abban az időben a tudományos érdeklődés jellemezte a páholy tagokat. 1723–1724-ben egy éven át a páholy nagymestere volt. Miután leköszönt, a Royal Society tagjává választották. 1745-ben az Oxfordi Egyetem polgári jogi doktora címet adományozta neki. Számos birtoka volt Skóciában – Dalkeith palota és a Bowhill House – és Angliában – lincolnshire-i Spalding, a berkshire-i Langley és a hurley-i Hall Place.
Francis Scott első felesége Jane Douglas volt, Queensberry 2. hercegének lánya. Egyes források szerint egyetlen fia, más források szerint két fia és három lánya született. A fia lett Dalkeith grófja, a hercegi cím örököse. Felesége 1729-es halála után Francis Scott újra házasodott, Alice Powell-t vette el 1744-ben. Végrendelete szerint hat másik gyermeke született Sarah Atkinsontól. Úgy tűnik, volt egy fia és három lánya Elizabeth Jenkinstől.
Lady Louisa Stuart „aljasokat megértő és aljasabb szokásokkal rendelkező embernek“ nevezte. Első felesége halála után „olyan alávaló szerelmekbe zuhant, és olyannyira a lealacsonyodott társasággal élt, hogy személyét alig ismerték fel a vele egyenrangúak. ... karaktere teljes megvetésbe esett.“ Stuart a herceg távoli rokona volt, rendelkezhetett családi emlékekkel Buccleuch-ról. Stuart ítéletét óvatosan kell kezelni, nem volt első kézből tudomása a férfiról, mivel a halálakor még nem született meg.
Francis Scott  (1721 – 1750) Dalkeith grófja
Francis Scott (1721. február 19. – 1750. április 1.) 1739. október 27-én érettségizett az Oxfordi Egyetem Christ Church kollégiumban. 1742-ben feleségül vette Caroline Campbellt, Greenwich bárónőt, John Campbell, Argyll 2. hercege lányát, több gyerekük született. 1746 és 1750 között Boroughbridge whig párti parlamenti képviselője. Huszonkilenc évesen, himlőben halt meg.
Henry Scott (1746 – 1812), Buccleuch 3. hercege, Queensberry 5. hercege KG

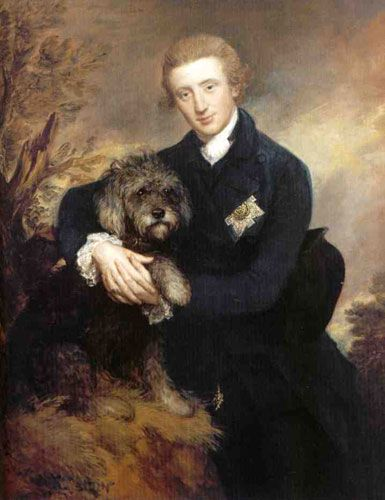
Thomas Gainsborough olajfestménye Henry Scottról

Henry Scott (1746. szeptember 2. London – 1812. január 11.) hercegsége idején halmozódott fel a család földjének és vagyonának nagy része. Felesége révén megörökölte a Montagu hercegi vagyont, édesanyja által pedig a Queensberry hercegi vagyont. A vagyonok mellett vezetékneve is bővült, előbb a „Montagu“, majd a „Douglas“ névvel, így megalkotva a „Montagu Douglas Scott“ kötőjel nélküli összetett vezetéknevet.
Négy évesen lett herceggé. Az Eton College-ban tanult, majd Adam Smith tanítványaként 1764 és 1766 között külföldön utazgatott. A herceg élethosszig tartó barátságot kötött Smith-szel. 1767-ben feleségül vette Lady Elizabeth Montagut, George Montagu, Montagu első hercegének lányát. Amikor 1790-ben a harmadik Montagu herceg férfi örökös nélkül halt meg, Henry Scott felesége révén megörökölte a tetemes Montagu vagyon hitbizománnyal nem terhelt részét, többek közt a Boughton kastélyt a körülvevő 1800 hektáros  birtokkal.
A hercegi címet 1751-ben örökölte meg. 1767-ben megkapta a Bogáncsrendet, amiről lemondott 1794-ben, amikor elnyerte a rangosabb Térdszalagrendet.
Buccleuch 1777 és 1812 között a Royal Bank of Scotland kormányzója, az Edinburgh Királyi Társaság egyik alapítója volt. 1794-től Midlothian és Haddington főhadnagya, 1803-tól Northamptonshire helyettes hadnagya. 1778-ban, amikor Nagy-Britanniát Franciaország és Spanyolország inváziója fenyegette az Amerikai függetlenségi háború során, létrehozott egy védelmi rendeltetésű gyalogezredet Dalkeithben, amit ezredesként vezényelt. A francia függetlenségi háborúkban ismét katonai egységet alapított, létrehozta és irányította a 2. Királyi Edinburgh-i Önkénteseket. Később hivatalos megbízást kapott, hogy állítsa fel a 10. Észak-britanniai milíciát. amelyhez ezredessé nevezte ki magát élve a megyei hadnagyság adta joggal. 1811-ben történt lemondásáig irányította az ezredet.
1794-ben örökölte anyja (Caroline Campbell) birtokait, 14 200 hektárt. Ez önmagában is jelentős vagyon volt, de becslések szerint az örökléskor a Buccleuch vagyon ötödével-hatodával volt egyenértékű. A Queensberry vagyont és a hercegi ( 1684) címet 1810-ben örökölte meg nagyanyja, Jane Douglas révén. Ekkoriban a Buccleuch vagyon többek között 97 000 hektár földet jelentett (másfél Balatonnyi terület), amelyek főként mezőgazdasági területekből, erdőkből, valamint különböző rezidenciákból álltak, beleértve Dalkeith, Langholm és Boughton kastélyokat. A Queensberry birtok 17 400 hektáros lehetett, olyan kastélyokkal, mint Drumlanrig kastély és a Neidpath kastély. A Queensberry hercegi cím fiatalabb volt, mint a Buccleuch cím, ezért a Buccleuch az első cím, és változó, hogy a herceget Buccleuch hercegnek, vagy Buccleuch és Queensberry hercegeinek (His Grace The Duke of Buccleuch and of Queensberry) nevezik.
A herceg 1812. január 11-én halt meg 65 éves korában a Dalkeith kastélyban, ott is temették el. Felnőtt kort megért lányai férjei is jelzése legmagasabb társadalmi pozíciójának:
- Mary Scott (1769 – 1823) férje James Stopford, Courtown 3. grófja
- Elizabeth Scott (1770 – 1837) férje Alexander Home, Home 10. grófja
- Caroline Scott (1774 – 1854) férje Charles Douglas, Queensberry 6. márkija
- Harriet Scott (1780 – 1833) férje William Kerr, Lothian 6. márkija

Érdekesség, hogy mind a négy házasság érintette nemesi címek máig (2024) élnek, egyenes leszármazottai viselik a négy lánytestvérnek.
Charles Montagu Scott (1772 – 1819), Buccleuch 4. hercege, Queensberry 6. hercege KT
Charles (1772. május 24. – 1819. április 20.) négy éves volt, amikor bátyja, George meghalt, így ő lett a hercegi címek örököse. A windsori Eton College-ban és az Oxfordi Egyetem Christ Church kollégiumában tanult, az egyetem a Polgári Jogok doktora tiszteletbeli címet adományozta távozó hallgatójának 1793-ban.
Tanulmányait befejezve a Parlamentben képviselte Marlborough-t (1793, 1806), Ludgershall-t (1796) és Mitchell-t (1805), minden esetben tory képviselőként. Ezt követően – apja angliai főrendi címe örököse, tindalli báró Scott (Northumberland) – átült a Lordok Házába. 1794 és 1797 között Selkirkshire, 1797 és 1819 között Dumfriesshire, 1812 és 1819 között Midlothian hadnagya, 1812 és 1819 között Midlothian főhadnagya..
1812-ben apját követte a hercegségben. Egyik első cselekedete az volt, hogy átadott egy vashidat egyike birtoka közelében. A híd ma is áll, valószínűleg ez Skócia legrégebbi vashídja.  Amikor régi barátjának, Walter Scottnak ajánlották fel az udvari költő posztját, Montagu azt tanácsolta, hogy őrizze meg irodalmi függetlenségét. A pozíciót Scott másik barátja, Robert Southey kapta.
Buccleuch 1819. április 20-án halt meg 46 évesen Lisszabonban. Oda orvosai tanácsára utazott, mert a XVIII. és XIX. században a doktorok úgy vélték, hogy a tuberkulózis (akkori nevén: fogyatkozás) gyógyítására a legjobb a melegebb, szárazabb éghajlat.

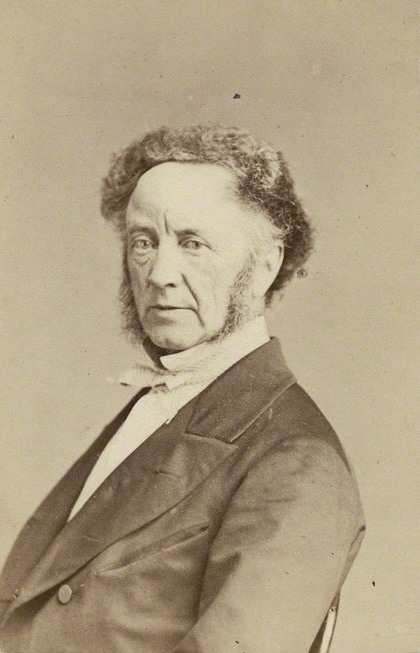
Walter Francis Montagu-Douglas-Scott, Buccleuch 5. hercege és Queensberry 7. hercege. A kép forrásaHenry Joseph Whitlock vizitkártya gyűjteménye az 1860-as évekből

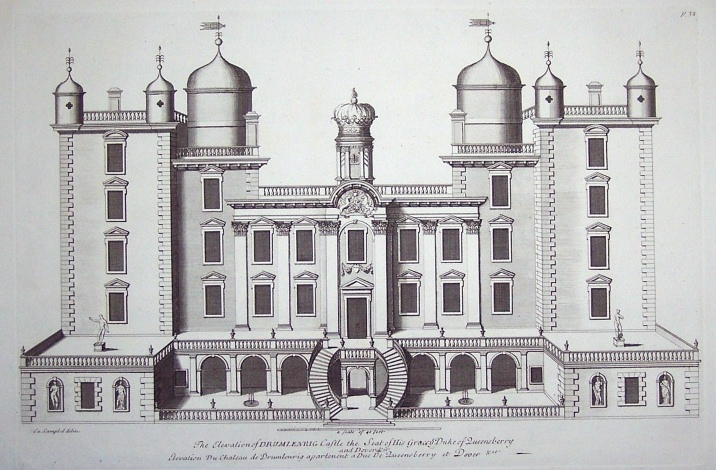
A Drumlanrig kastély a Queensberry-birtokon található, Skóciában, Dumfries és Galloway területén. Az „A“ kategóriás műemlékvédelem alatt álló kastély a Buccleuch és Queensberry herceg dumfriesshire-i otthona

Walter Montagu Douglas Scott (1806 – 1884), Buccleuch 5. hercege, Queensberry 7. hercege KG PC
Walter Montagu Douglas Scott (1806. november 25. – 1884. április 16.) a kor szokásainak megfelelően az Eton College-ban tanult, 1827-ben diplomázott a Cambridge-i Egyetem St. John's kollégiumában. 1830-ban Oxfordi Egyetem tiszteletbeli polgári jogok doktora, 1842-ben a Cambridge-i Egyetem tiszteletbeli jogi doktor és 1874-ben az Edinburgh-i Egyetem tiszteletbeli jogtudományi doktor címet adományozott a részére. 1828-tól Midlothian főhadnagya, 1838-tól a skót királyi testőrség (Royal Company of Archers) főkapitánya és 1841-től Roxburghshire főhadnagya, mindhárom tisztséget haláláig viselte.
Tizenhárom évesen lett Buccleuch és Queensberry hercegeivé, három évvel később a Dalkeith palotában két héten át látta vendégül IV. György brit királyt és kíséretét. 1842-ben szintén ebben a kastélyban vendégeskedett közel egy héten át Viktória brit királynő és férje, Albert herceg. Ezt követően négy éven át viselte a Lord Privy Seal tisztséget. 1830-ban megkapta a Bogáncsrendet, amiről 1835-ben lemondott, hogy elnyerhesse a rangosabb Térdszalagrendet. 1842–től haláláig a Westminsteri apátság főintendánsa.
Úgy vélte: "Amit rám bíztak, az nem adatott meg, hogy tétlen vagy könnyelmű mulatságokra pazarolhassam; nem lenne jogos arra sem, hogy a földművelők kemény keresetét elhordjam és külföldön költsem el, hanem azt szeretném, ha úgy használnák őket, hogy jót termeljenek nekik és az egész országnak.“ Szavait tettek követték, ötszázezer fontért hullámtörőt és mólót építtetett Edinburgh közelében, Granton on the Forth-ban 1835 és 1842 között. William Cavendish-sel, Devonshire 7. hercegével együtt a Furness Railway főszponzora volt. Mintafaluként újjáépítette Lindal-in-Furnesst.
Walter Scott 1826. augusztus 25-én azt írta, hogy „...kecses és látszólag erős fiatalemberré nőtt fel... Úgy gondolja, hogy jól képzett lesz nehéz és fontos feladatának ellátására. A szíve kiváló, tehetséges is. Tökéletesen jó természeténél fogva természetes módon érzékeli saját helyzetét, ami megakadályozza, hogy méltatlan társakkal társuljon.“ Az Egy hétköznapi halandó életéből származó feljegyzések szerint „jó helyzete és hatalmas birtokai valamivel egyfajta méltósággá tették, grand seigneur, bár a szokásai egyszerűek voltak, megjelenése egy komoly, vallásos presbiteriánus vezetőhöz hasonlítható. Mindig sötétszürke kivágott kabátot, pásztornadrágot és nagy csúcsos sapkát, a szabadban a vállán átvetett plédet hordott. A válla durva volt, és szerette a durva szövetet, de senkinek sem volt kedvesebb a szíve.“
William Montagu Douglas Scott (1831 – 1914), Buccleuch 6. hercege, Queensberry 8. hercege KG PC
William Montagu Douglas Scott (1831. szeptember 9. – 1914. november 5.) apja nyomdokában járt, tanulmányait a Eton College-ban végezte, majd az Oxfordi Egyetem Christ Church kollégiumában érettségizett le. 1853 és 1868 között Midlothian konzervatív parlamenti képviselője volt, 1856-ban részt vett egy oroszországi különleges misszióban. 1858-tól haláláig Dumfries-shire főhadnagya, de ezalatt betöltötte Selkirkshire helyettes hadnagya, békebírója, Roxburghshire helyettes hadnagya tisztségeket is rövidebb ideig. 1838-tól a skót királyi testőrség főkapitánya. 1875-ben megkapta a Bogáncsrendet, amiről 1897-ben lemondott, hogy elnyerhesse a rangosabb Térdszalagrendet.

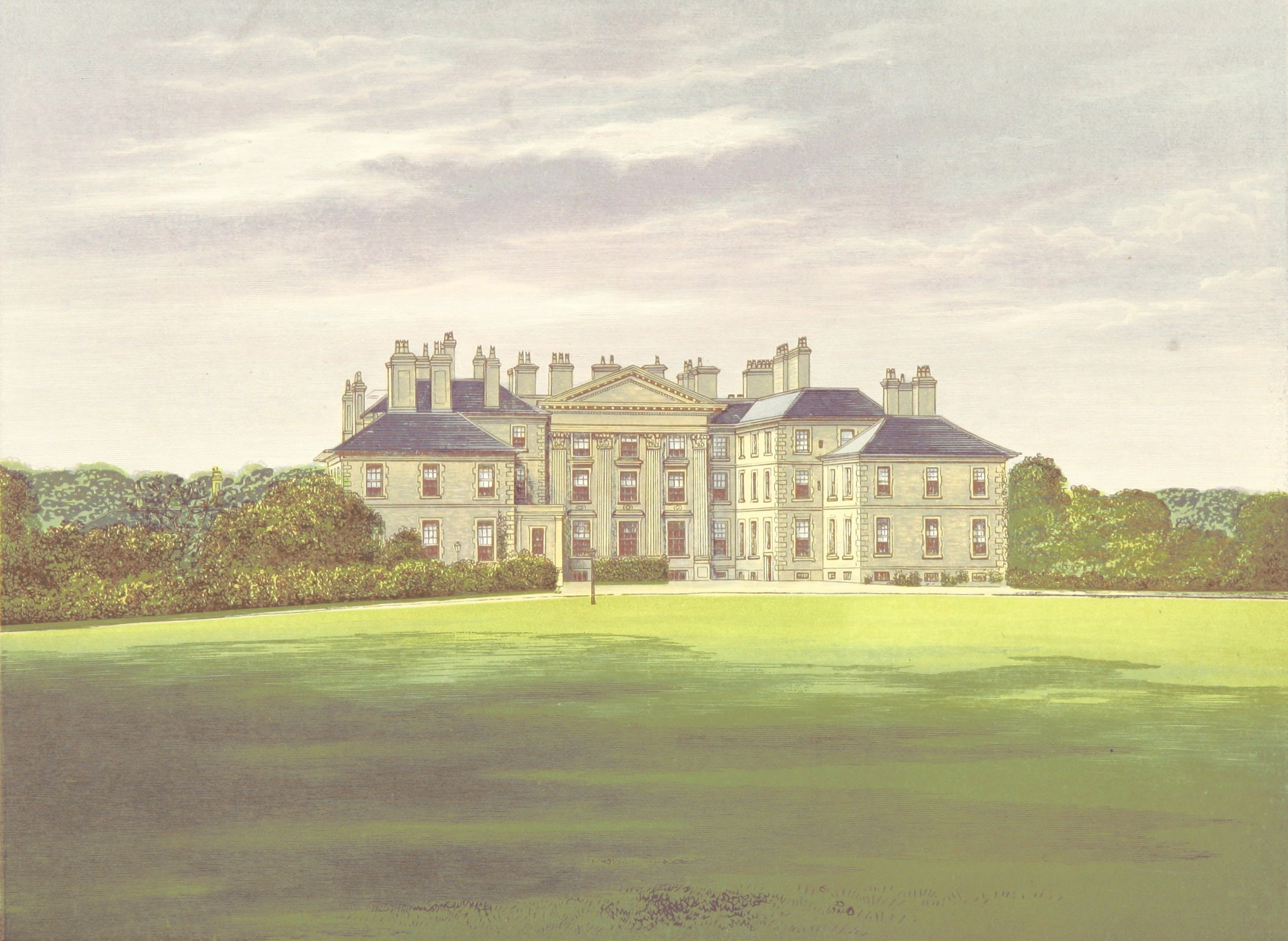
A Dalkeith palota a XIX. század végén. Ez az illusztráció az F. O. Morris tiszteletes által szerkesztett „Nemesek és Úriemberek Birtokai Nagy-Britanniában és Írországban“ (The County Seats of the Noblemen and Gentlemen of Great Britain and Ireland) című, Londonban 1864–1880 között kiadott könyven jelent meg. A képet Francis Lydon rajzolta, Benjamin Fawcett nyomtatta. A sorozat lemezei a chromoxylography néven ismert technikával készültek, amely a Baxter-féle eljárás korai, színes nyomtatásra épülő változata. Minden egyes nyomat több mint nyolc különböző színből állt össze, amelyeket külön fa nyomólemezekkel vittek fel. Az összes részletgazdagság, gazdagság és minőség Lydon rajzkészségén és Fawcett nyomdai tehetségén múlott. Morris munkája hat kötetből állt, és összesen 240 színes nyomatot tartalmazott

John Montagu Douglas Scott (1864 - 1935), Buccleuch 7. hercege, Queensberry 9. hercege KT GCVO
John Montagu Douglas Scott (1864. március 30. - 1935. október 19.) bátyja, Walter Henry, huszonöt évesen egy szarvasvadász-balesetben meghalt, John lett Dalkeith grófja. Tanulmányait a családi hagyományoknak megfelelően az Eton College-ban kezdte és az Oxfordi Egyetem Christ Church kollégiumában fejezte be. 1881-ben a Királyi Haditengerészetnél szolgált a HMS Bacchante fedélzetén Viktória királynő unokáival, Györggyel és Alberttel, 1883-ra hadnagyi rangot ért el. Politikai pályáján az első lépés Roxburghshire konzervatív parlamenti képviselősége volt (1895–1906), de volt Selkirk és Roxburghshire békebírója, ugyanezen két megyének a helyettes hadnagya, majd Edinburgh helyettes hadnagya és Dumfries-shire lord-hadnagya. 1926-tól haláláig a Lord Clerk Register hivatalát viselte, ugyanakkor a skót királyi testőrség főkapitánya is volt. 1917-ben megkapta a Bogáncsrendet.
Walter Montagu Douglas Scott (1894 - 1973), Buccleuch 8. hercege, Queensberry 10. hercege KT GCVO
Montagu Douglas Scott (1894. december 30. - 1973. október 4.) a családi hagyománynak megfelelően az Eton College-ban és az Oxfordi Egyetem Christ Churchben kollégiumában tanult. Az Edinburgh-i Egyetemen 1953-ban a jogtudományi doktora, a St. Andrews-i Egyetemen 1956-ban a jogi doktor tiszteletbeli fokozatát adományozták részére. A Skót Unionista Párt – az Unionista Párt 1912 és 1965 között volt a legnagyobb jobbközép politikai párt Skóciában – parlamenti képviselője volt Roxburghshire és Selkirkshire képviseletében 1923-tól 1935-ig, amikor Buccleuch hercege és Queensberry hercege lett. A korábbi hercegekhez hasonlóan betöltötte Roxburghshire főhadnagyi és Selkirkshire helyettes hadnagyi tisztét, irányította a skót királyi testőrséget, békebíróként járt el Dumfries-shire és Roxburghshire területén. Londonban találkozott és barátkozott össze Joachim von Ribbentrop német nagykövettel. Németbarátnak tekintették, VI. György király „lemondatta“ Lord Steward posztjáról. 1939-ben részt vett a náci vezér ötvenedik születésnapi ünnepségén. Ellenezte a háborút Németországgal, miután kitört a háború, fegyverszünetért kampányolt, amely lehetővé tette volna, hogy a nácik megtartsák az összes meghódított területet.
John Scott (1923 – 2007), Buccleuch 9. hercege, Queensberry 11. hercege KT VRD
Walter Francis John Montagu Douglas Scott (1923. szeptember 28. – 2007. szeptember 4.) a családi hagyománynak megfelelően az Eton College-ban tanult. A második világháború idején, 1942-ben a Királyi Haditengerészethez, hamarosan tisztté léptették elő, rombolókon szolgált. A háború után tartalékos tiszt maradt, miközben az Oxfordi Egyetem Christ Church kollégiumában tanult tovább. Számos hagyományos tisztséget látott el –
Selkirkshire hadnagya (1961–) és főhadnagya (1975–1988), Roxburghshire hadnagya (1963–) és főhadnagya (1974-75), Dumfries-shire hadnagya (1974–), Roxburgh-i békebíró (1975),  Ettrick és Lauderdale főhadnagya (1975–1998) –, ahogy korábban felmenői tették. Kapitányként szolgált a skót királyi testőrségnél, 1978-ban a Bogáncsrend lovagjává nevezték ki.
Edinburgh North-t képviselte konzervatív képviselőként 1960-73 között a Parlamentben, 1962-64 között a skóciai külügyminiszter parlamenti magántitkára volt. Könnyebb sérüléseket szenvedett egy 1961-es autóbalesetben, de teljesen felépült. Az 1971-es vadászbalesetben, amikor a lova ledobta, majd ráesett, gerinctörés miatt a mellkasától lefelé lebénult. Fél éves kórházi kezelés után az élete hátralévő részét tolószékben töltötte. A fogyatékkal élők szervezeteinek nevezetes szóvivője lett. Ő volt az első képviselő a második világháború után, aki kerekesszékben lépett be az alsóház termébe. A hercegi cím megöröklése után elhagyta az alsóházat, a következő negyed században a Lordok Háza tagja volt. Itt a vidéki, fogyatékossági és alkotmányos kérdésekkel kapcsolatban szólalt fel.
Övé volt az Egyesült Királyság legnagyobb magánbirtoka, mintegy 1100 km2 – ez durván két budapestnyi területnek felel meg. A birtok magában foglalta a Drumlanrig kastélyt, a Dalkeith palotát, a Bowhill és a Boughton Házakat. Vagyonát durva támadás érte, amikor két, magát turistának álcázó fiatalember leakasztotta a falról és magával vitte Leonardo da Vinci Fonalcsévélő Madonna című festményét a Drumlanrig kastélyból.
Richard Scott (1954–), Buccleuch 10. hercege, Queensberry 12. hercege KBE

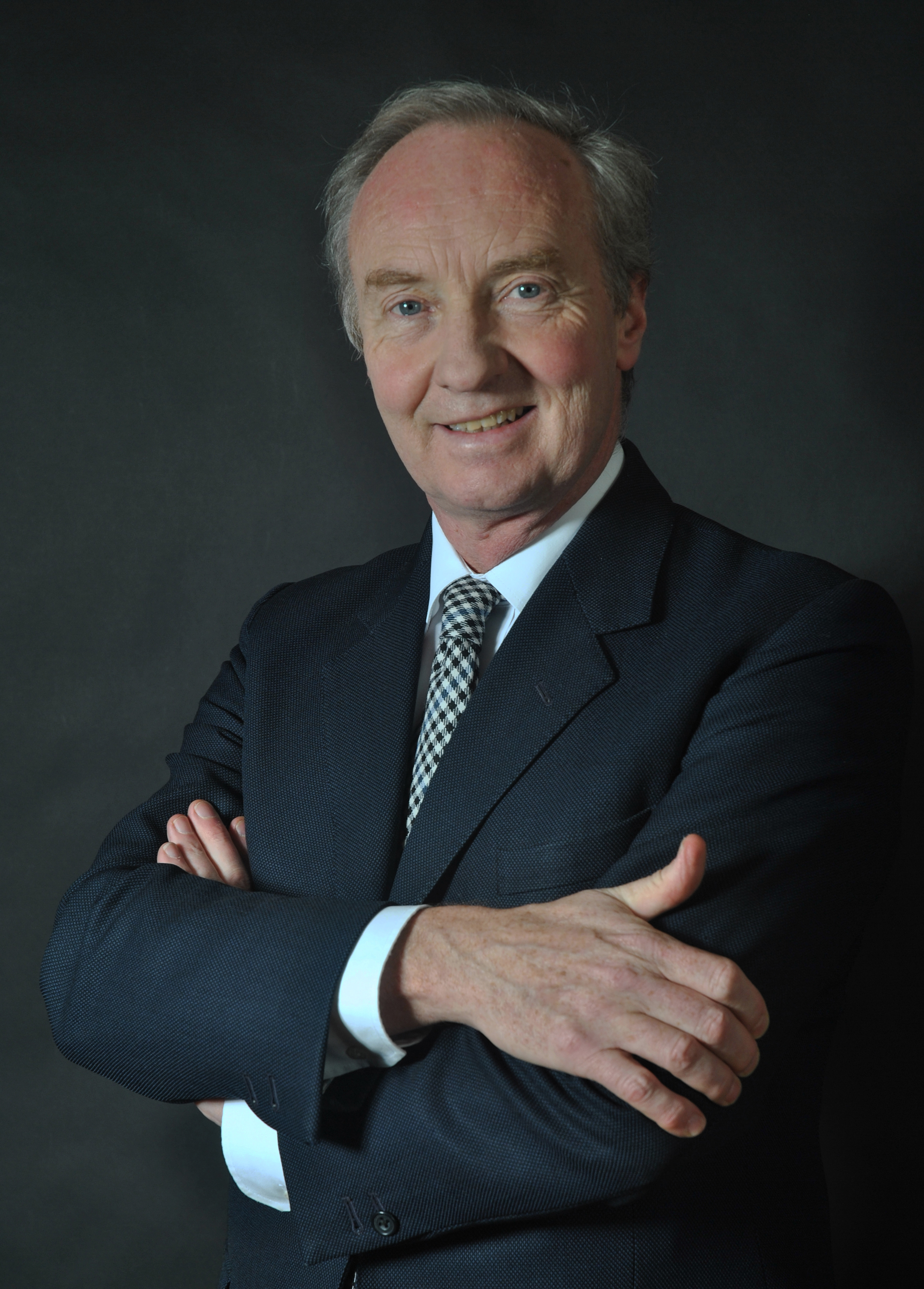
Richard Walter John Montagu Douglas Scott, Buccleuch 10. hercege és Queensberry 12. hercege

Richard Scott (1954. február 14. – ) tanulmányait a St. Mary's School-ban, a Melrose-ban és az Eton College-ban végezte, 1976-ban bölcsészdiplomát szerzett az Oxfordi Egyetem Christ Church kollégiumában. 1967 és 1969 között Erzsébet anyakirálynő apródja volt. Apja halálával után örökölte a két hercegi címet, így Skócia egyik legnagyobb magánbirtokosa lett, 880 km2 skót földdel rendelkezett. 2008-ben a rendőrség visszaszerezte az ellopott da Vinci festményét. 2011-től Roxburgh, Ettrick & Lauderdale helyettes hadnagya, 2016-től ugyanezen megyék főhadnagya. 2014-től a skót királyi testőrség főkapitánya.
1999 és 2005 között elnökként szolgált a Skót Királyi Földrajzi Társaságban. 2016 októberében a herceget a Westminster Abbey főintendánsává nevezték ki, ezt a pozíciót korábban az 5. herceg töltötte be a családból. 2018-ban és 2019-ben a Skóciai Egyház Közgyűlésén az uralkodó képviselője volt. A Royal Collection Trust (a brit uralkodó privát művészeti gyűjteménye) vagyonkezelője, a munkájáért 2021-ben kitüntették a Királyi Viktória-rend parancsnoki fokozatával. 2017-ben a Bogáncsrend lovagjává nevezték ki, 2023-ban ő volt a rend kancellárja. III. Károly brit király és felesége koronázási menetében a királyi jogart vitte.
Walter Scott, Dalkeith grófja (1984 –)
Walter John Francis Montagu Douglas Scott (1984. augusztus 2. –) a hercegi cím várományosa. 2014-ben feleségül vette Elizabeth Hanar Cobbe-t, akinek egyik őse John Jay, az alapító atyák (USA) egyike, az Amerikai Egyesült Államok Legfelsőbb Bíróságának első főbírája. 2016-ban ikreik születtek, Willoughby Montagu Douglas Scott, Lord Eskdaill és Lady Hesper Montagu Douglas Scott. Három évvel később megszületett a húguk, Lady Dido Montagu Douglas Scott.  1996 és 1999 között egyike volt II. Erzsébet királynő apródjának.

## Részleges családfa
A családfán csak a Buccleuch herceg és márki és grófok, illetve Dalkeith grófja címek öröklődésében szerepet játszó személyek szerepelnek, illetve néhány érdekesebb családi kapcsolódási pont.
- Walter Scott (1606 – 1633),  Buccleuch 1. grófja 
  - Francis Scott (1626 – 1651),  Buccleuch 2. grófja 
    - Mary Scott (1647 – 1661),  Buccleuch 3. grófnője  Férje: Walter Scott,  Tarras grófja[m 3] (1644-1693)[m 30]
    - Anne Scott (1651 – 1732), suo jure  Buccleuch 4. grófnője, suo jure  Buccleuch 1. hercegnője. Férje: James Crofts (majd Scott) (1649 – 1685),  Monmouth 1. hercege, suo jure  Buccleuch 1. hercege ::  II. Károly angol király törvénytelen fia 
      - James Scott (1674 – 1705), Dalkeith grófja
        - Francis Scott (1695 – 1751),  Buccleuch 2. hercege Felesége: Jane Douglas (1701 – 1729)
          - Francis Scott (1721 – 1750), Dalkeith grófja
            - Henry Scott (1746 – 1812)  Buccleuch 3. hercege,  Queensberry 5. hercege. Felesége: Elizabeth Montagu (1743–1827)
              - Mary Stopford (1769 – 1823) Férje: James Stopford, Courtown 3. grófja (1765 – 1835)
                - ... a cím jelenlegi viselője: Patrick Stopford, Courtown 9. grófja (1954 – )

              - Elizabeth Scott (1770 – 1837) Férje: Alexander Home, Home 10. grófja (1769 - 1841)
                - ... dédunokájuk Alec Douglas-Home volt miniszterelnök, a cím jelenlegi viselője: Michael Douglas-Home, Home 16. grófja (1987–)

              - Charles Montagu-Scott (1772 – 1819),  Buccleuch 4. hercege,  Queensberry 6. hercege
                - Charlotte Montagu Scott (1799 – 1828) Férje: James Stopford, Courtown 4. grófja (1794 – 1858)
                  - ... a cím jelenlegi viselője: Patrick Stopford, Courtown 9. grófja (1954 – )

                - Walter Montagu Douglas Scott (1806 – 1884),  Buccleuch 5. hercege,  Queensberry 7. hercege
                  - William Montagu Douglas Scott (1831 – 1914),  Buccleuch 6. hercege,  Queensberry 8. hercege. Felesége: Louisa Jane Hamilton (1836–1912)
                    - John Montagu Douglas Scott (1864 - 1935),  Buccleuch 7. hercege,  Queensberry 9. hercege
                      - Walter Montagu Douglas Scott (1894 - 1973),  Buccleuch 8. hercege,  Queensberry 10. hercege
                        - Elizabeth Diana Montagu Douglas Scott (1922 – 2012) Férje: Hugh Percy,  Northumberland 10. hercege (1914 – 1988)
                          - ... a cím jelenlegi viselője: Ralph Percy, Northumberland 12. hercege (1956 – )

                        - John Scott (1923–2007),  Buccleuch 9. hercege,  Queensberry 11. hercege
                          - Richard Scott (1954–),  Buccleuch 10. hercege,  Queensberry 12. hercege
                            - Louisa Scott (1982 –)
                            - (1) Walter Scott, Dalkeith grófja (1984 –)
                            - (2) Charles Scott (1987–)
                            - Amabel Scott (1992–)

                          - (3) John Scott (1957–)
                          - (4) Damian Scott (1970–)

                      - Alice Christabel Montagu Douglas Scott (1901 – 2004) Férje:  Henrik gloucesteri herceg (1900 – 1974)
                      - Mary Montagu Douglas Scott (1904. március 4-1984) Férje: David Cecil, Exeter 6. márkija (1905 – 1981)
                      - ... a cím jelenlegi viselője: Michael Cecil, Exeter 8. márkija (1935–)

                  - Victoria Montagu Douglas Scott (1844 – 1938) Schomberg Kerr, Lothian 9. márkija (1833 – 1900)
                    - ... a cím jelenlegi viselője: Michael Ancram (1945–2024. október 1.)[m 31]

                - Lady Margaret Montagu-Scott (1811 – 1846) Felesége: Charles Marsham, Romney 3. grófja (1808 – 1874)
                  - ... a cím jelenlegi viselője: Julian Marsham, Romney 8. grófja (1948–)

              - Caroline Scott (1774 – 1854) Férje Charles Douglas, Queensberry 6. márkija
                - ... a cím jelenlegi viselője: David Douglas (1929–)

              - Harriet Scott (1780 – 1833) Férje: William Kerr, Lothian 6. márkija (1763 – 1824)
                - ... a cím jelenlegi viselője: Michael Ancram (1945–2024. október 1.)[m 31]

## Címer

A Scott Buccleuch ágának címere, a Buccleuch grófok használták. Arany mezőben egy kék hajlított pólya, a pólyán egy hatágú csillag található, amelyet két holdacska vesz közre, mind a csillag, mind a holdak a pajzs alapvető színében jelennek meg.
Buccleuch első és második hercegének címere. Anglia királyi címere, felette bal haránt csonka pólya (baton sinister), amely a címer viselője törvénytelen származásra utal, lásd Monmouth. A négy nagynegyeden egy kis pajzs (inescutcheon) helyezkedik el a pajzs közepén, lásd előző címer leírása: Scott Buccleuch család.
A harmadik herceg címere az előző címer egyszerűsítése.
A 4. herceg címere. A harmadik nagynegyed a Montagu örökséget tükrözi. Az első és negyedik arany mezőben három vörös fusil (gyémánt alakú pajzsfigura) háromszög alakban elhelyezve, ami a Montagu család címerének alapja. A második és harmadik mező: Arany mezőben zöld sas, vörös karmaival és csőrével, amit a Monthermer család címeréből örököltek. A fusilok a Montagu család ősi szimbólumai, amelyeket mind a Manchester hercegek, mind a Montagu hercegek használtak, mivel mindkét cím a Montagu családi ágon öröklődött. A Monthermer sas az egyik házasság révén került a címerbe, amikor a Montagu család egyesült a Monthermer örökséggel.
Az 5–7. herceg címere. Az előző címer harmadik nagynegyede átkerült a negyedik nagynegyedbe. A harmadik nagynegyed a Queensberry hercegi címer, az első és negyedik ezüst mezőben vörös szív, amelyet arany korona ékesít, a pajzs felső részén kék mezőben három ezüst csillag (Douglas család), a második és harmadik kék mezőben egy arany pólya, amelyet hat arany keresztes kereszt övez (Mar család). Az egész nagynegyedet egy arany szegély veszi körül, amelyet vörös virágokkal díszített dupla indázott vonal (flory-counter-flory) szegélyez (Ez a skót nemesi heraldikában használt elem, amely a Douglas családhoz és a skót királyi házhoz fűződő kapcsolatot szimbolizálja.).
A 8. herceg címere, amit ma is érvényes. Az előző címer második nagynegyede helyére az Argyll herceg címere került. A négyszelt nagynegyed első és negyedik mezőjében nyolcrészes gyronny (gyémántszerű mintázat) arany és fekete színekkel (Campbell család), a második és harmadik ezüst mezőben egy fekete hajó (Lymphad[m 32]), felhúzott vitorlával, vörös zászlókkal és pennonokkal, valamint evezők mozgásban (Lorne címer). A négy nagynegyeden egy kis pajzs (inescutcheon) helyezkedik el a pajzs közepén, lásd előző címer leírása: Scott Buccleuch család.

A címer negyedeinek sorrendje fontos, mivel a heraldikában a sorrend jelzi a birtokos család különböző ágainak vagy címeinek fontosságát és öröklési rendjét. Az első negyed (bal felső) általában a legfontosabb vagy elsődleges családi címet jelöli, amely a birtokos legfontosabb örökségét képviseli. Ez általában a család neve vagy legmagasabb rangú címe. A Buccleuch család esetében ez a királyi leszármazást jelentő negyed. A többi negyed más családokat vagy címeket jelképezhet, amelyekkel a birtokos családja egyesült házasság vagy öröklés révén. A negyedek sorrendje megmutatja, hogy melyik családi cím mennyire fontos vagy domináns az adott személy számára. Jelen esetben: Argyll hercege, Queensberry hercege és Montagu hercege. Az egyes negyedek sorrendje általában azt tükrözik, hogy milyen sorrendben örökölték a különböző címeket. Az első negyedben lévő címer általában a legfontosabb és legmagasabb rangú cím, míg a későbbi negyedek másodlagos, de még mindig jelentős öröklési jogokat jeleznek. Ez itt nem igaz, pont fordított a sorrend, az Argyll hercegi címet nem örökölték meg, csak házasság révén bekerültek a(z igen sokadik helyen) örökösödési sorba. A negyedek sorrendje azt is mutatja, hogy a különböző családi birtokok és címek milyen jelentőséggel bírnak az adott címer birtokosára nézve.